# Lactobacille
Lactobacillus
Genre
Le Lactobacille (Lactobacillus) est un genre de bactéries à gram positif, de la famille des Lactobacillaceae.
Les lactobacilles sont des bactéries lactiques :
- gram-positives ;
- immobiles, non flagellés, non sporogènes ;
- soit homofermentaires, produisant à partir du glucose plus de 85 % d'acide lactique, soit hétérofermentaires et produisant du CO2, de l'acide lactique, de l'éthanol (ou de l'acide acétique) en quantités équimolaires ;
- aérotolérantes ou anaérobies ;
- catalase (certains ont une pseudocatalase) ;
- ayant des besoins nutritionnels complexes (milieu riche en glucides, acides aminés, peptides, lipides, sels, vitamines).

## Habitats
Les lactobacilles sont présents dans les milieux riches contenant des substrats glucidiques tels que les muqueuses intestinales, orales et vaginales des humains et des animaux, sur les plantes, les aliments d'origine végétale, les produits fermentés ou en décomposition, les eaux usées.
Ils contaminent fréquemment les produits alimentaires et sont agents d'aigrissement, mais ils ne sont jamais pathogènes.

## Place des lactobacilles dans le microbiote intestinal

Composition et concentration (cfu/ml) des espèces bactériennes du microbiote du tractus digestif (adapté de Sartor RB, Gastroenterology, 2008).

Tous les organismes supérieurs, mammifères, insectes et poissons hébergent des communautés bactériennes importantes. L'ensemble des microorganismes peuplant un organisme constitue son microbiote. Le principal microbiote humain se répartit dans la cavité orale et le long du tractus digestif mais c'est dans la partie distale du tube digestif que les bactéries sont en plus grand nombre. Elles sont disposées suivant un gradient oro-anal croissant avec une richesse microbienne maximale dans le côlon distal. Il y aurait en tout 1014 bactéries dans le tractus digestif soit 10 à 20 fois le nombre total de cellules de tous les tissus du corps. Globalement, cette collectivité microbienne a une activité métabolique équivalente à un organe virtuel à l'intérieur d'un organe. L'humain héberge aussi d'autres communautés microbiennes importantes comme le microbiote cutané et le microbiote vaginal (comme pour Lactobacillus crispatus CTV O5 (Lactin-V, Osel) probiotique utilisé  en prévention des infections vaginales).
L'estomac, milieu fortement acide (jusqu'à pH 2) où l'oxygène est présent, héberge des microorganismes acido-tolérants et anaérobies facultatifs comme les streptocoques et les lactobacilles ainsi qu'un microaérophile, Helicobacter pylori. Mais ils restent peu nombreux (101 à 103 cfu/ml) en raison de l'acidité et de l'activité motrice qui limitent une colonisation stable de l'épithélium gastrique. Dans l'intestin grêle, le microbiote est constitué de bactéries anaérobies facultatives tels que les streptocoques, lactobacilles et entérobactéries et d'anaérobies strictes comme les bifidobactéries, les bactéroïdes et les clostridies. La flore reste encore relativement pauvre en raison du péristaltisme et de l'abondance des sécrétions ; la densité passe de 103 à 108 cfu/ml du duodénum à l'iléon. Dans le côlon, la flore microbienne est de plus en plus variée et abondante (1012 cfu/ml). Elle est dominée par les bactéries anaérobies strictes (Bacteroides 1011 par gramme de selle, Bifidobacterium, Clostridium) tandis que les bactéries anaérobies facultatives (comme les lactobacilles) disparaissent presque totalement.
Avant la mise au point de techniques de cultures anaérobies, les lactobacilles avaient la réputation d'être les organismes dominants de la flore intestinale, de l'estomac au jéjunum. Mais après 1960, la majorité des études moléculaires ont montré que les séquences de Lactobacillus ne représentaient en fait qu'une très petite proportion (moins de 1 %) de la population bactérienne. Il doit donc être considéré que la population de Lactobacillus qui peut être cultivée à partir de l'estomac et de l'intestin grêle est généralement très faible (< 104 bactéries par ml) et que la majorité de ces bactéries présentes transitent probablement à partir de la cavité orale et de la nourriture (Walter, 2008). L'analyse par le système PCR-DGGE des matières fécales détecte la présence de bactéries lactiques (ici non cultivables) habituellement associées à la nourriture et aux levains utilisés dans l'alimentation (Lactobacillus sakei (it)), Lb. curvatus). Il a été trouvé chez les individus ayant une population importante et stable de lactobacilles fécaux que ces individus pouvaient garder des souches particulières durant tout le long des 15 mois de l'étude. Il s'agissait de Lb. ruminis et de Lb. salivarius.
L'écosystème microbien intestinal, quoique dynamique, reste relativement stable. Les grands groupes de bactéries tels que les bifidobactéries, les bactéroïdes et les clostridies font preuve d'une grande stabilité au cours du temps jusqu'au niveau des espèces. Par contre, la population de lactobacilles dans les échantillons fécaux est fluctuante. Beaucoup de sujets traversent des périodes durant lesquelles aucun lactobacille n'est détectable.

## Place des lactobacilles dans le microbiote vaginal humain

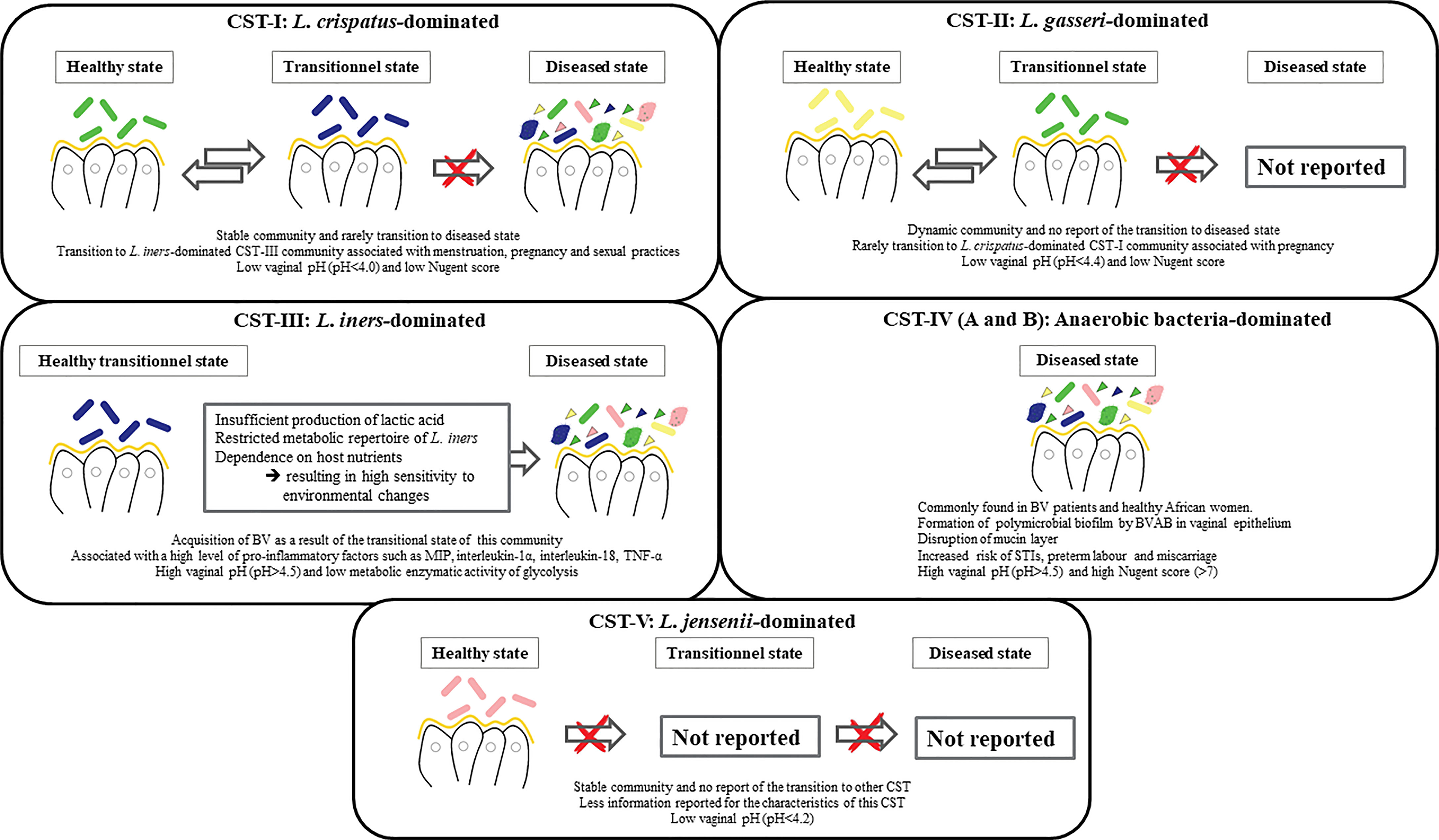
Les 5 types identifiés de biotope du microbiote vaginal, dont quatre sont dominés par des espèces.

Chez la femme en bonne santé, la flore vaginale comporte souvent une majorité d'espèces de Lactobacillus . Cinq biotypes bactériens vaginaux distincts ont été identifié. Quatre d'entre eux sont dominés par la présence de Lactobacillus (Lactobacillus crispatus, Lactobacillus gasseri, Lactobacillus iners, Lactobacillus jensenii), le cinquième l'étant par d'autres bactéries anaérobies. Le vagin est colonisé chez la fille par ces bactéries dans les 24 heures suivant sa naissance et le reste jusqu'à sa mort. Dans les quatre premiers groupes, les lactobacilles deviennent prédominants à la puberté, en raison de l'effet des œstrogènes sur la teneur en glycogène des cellules épithéliales. Lors de la ménopause, la baisse de la  production d'œstrogènes entraîne une baisse de la teneur en glycogène dans l'épithélium vaginal et par conséquent, celle des lactobacilles, avec une augmentation ultérieure du pH vaginal, le glucose n'étant plus converti en acide lactique. 
Ces lactobacilles forment une protection critique contre les agents pathogènes potentiels grâce à différents mécanismes, tels que la production de divers composés antibactériens (acide lactique, peroxyde d'hydrogène et bactériocines), la coagrégation, l'exclusion compétitive et la modulation immunitaire. Des infections telles que la vaginose,  la vaginite aérobie,  la candidose et les infections sexuellement transmissibles peuvent entraîner une modification de la flore, aussi bien en termes de types que de proportion des différentes bactéries.

## Autres microbiotes
De nombreuses espèces de lactobacilles ont été détectées dans la salive, les principales étant Lactobacillus fermentum, Lb. rhamnosus, Lb. salivarius, Lb. casei et Lb. acidophilus. Une corrélation forte a été établie entre la quantité de Lactobacillus dans la salive et les caries dentaires.
En outre, le nombre de lactobacilles de la salive quoique variable, peut atteindre 105 cgu/ml. Sachant que cette salive produite à raison de 1 à 1,5 litre par jour est avalée, on comprend qu'elle puisse introduire dans le tractus digestif des doses de lactobacilles oraux significatives. Sur les 17 espèces de Lactobacillus associées avec le tractus digestif, une bonne partie ne sont donc pas autochtones mais transitent à partir de l'alimentation ou de la salive.

## Utilisations dans la production d'aliments fermentés
Quelques espèces de lactobacilles interviennent pour la production de produits alimentaires fermentés comme le yaourt, le fromage, le vin, la choucroute, les pickles, ainsi que pour l'ensilage. Le pain au levain est fabriqué en utilisant une « culture de départ » qui est une culture symbiotique de levures et de bactéries lactiques cultivées dans un milieu constitué de farine et d'eau. Quelques boissons au yaourt contiennent des lactobacilles comme complément alimentaire. Le kimchi coréen est également fabriqué en utilisant des techniques de fermentation par l'acide lactique. Beaucoup de lactobacilles ont ce caractère exceptionnel parmi les êtres vivants qu'ils n'exigent pas de fer pour leur croissance et qu'ils ont une tolérance très haute envers l'eau oxygénée.

### Quelques aliments de base fermentés

#### Les fromages
Lors de la fabrication du fromage, les lactobacilles interviennent au niveau de la coagulation du lait en produisant une acidification modérée du milieu puis à l'étape de l'affinage en contribuant aux qualités organoleptiques du produit. Ils sont particulièrement abondants dans les fromages à pâte pressée cuite où ils sont apportés par les levains (contenant Lactobacillus helveticus, Lactobacillus delbrueckii subsp. lactis, Lactobacillus delbrueckii subsp. bulgaricus). Les lactobacilles thermophiles libèrent des protéases qui se traduisent en fin d'affinage par une présence importante de petits peptides et d'acides aminés libres. Pour faire du yaourt, deux types de bactéries lactiques spécifiques sont requises dont un lactobacille (Lactobacillus delbrueckii subsp. bulgaricus et Streptococcus thermophilus).

#### Le pain
Les microbiotes de la farine de blé et des pâtes à pain sont riches en lactobacilles. La farine contient des bactéries homofermentaires (Lb. coryniformis, Lb. curvatus, Lb. plantarum, Lb. salivarius) et hétérofermentaires (Lactobacillus brevis, Lb. fermentum). Le levain naturel servant à fabriquer le pain au levain est obtenu par fermentation spontanée de farine et d'eau. Son microbiote contient bien sûr un grand nombre de lactobacilles. Les levains traditionnels sont en général dominés par Lactobacillus sanfranciscensis, Lb. brevis et Lb. plantarum. Dans un levain naturel français, ce sont Lactobacillus acetotolerans et Lactobacillus panis qui dominent.

#### Le vin
Après la fermentation alcoolique du vin, il se produit une seconde fermentation dite malolactique qui contribue à désacidifier le vin et donc à lui donner souplesse et rondeur. Elle est assurée par une bactérie lactique Œnococcus œni qui transforme l'acide malique en acide lactique (moins fort) et en CO2. Pour les vins au pH supérieur à 3,5, certains lactobacilles (comme Lactobacillus plantarum) sont aptes à produire cette fermentation malolactique. Les principaux lactobacilles des moûts de raisin et des vins sont des hétérofermentaires comme Lactobacillus casei, Lb. plantarum, Lb. brevis, Lb. hilgardii.

### Fermentation d'aliments courants en saumure
Dans la fermentation de produits en saumure de type choucroute, cornichons, olives, saucissons, on trouve une séquence de flores bactériennes souvent lorsque le milieu s'est acidifié par l'intervention des lactobacilles. La choucroute s'obtient par salage et fermentation du chou. La fermentation lactique est due au départ à Leuconostoc mesenteroides. Lorsque l'acidité atteint 1 %, la fermentation se poursuit grâce à Lactobacillus plantarum puis à partir de 2 %, par Lactobacillus brevis, Lb. curvatus, Lb. sakei etc. La maturation des saucissons secs passe par une série d'étapes : les bactéries gram-positives disparaissent rapidement pour laisser la place aux microcoques, streptocoques et pédiocoques, puis viennent les lactobacilles (Lactobacillus sakei (it)). Ces bactéries agissent à l'intérieur du saucisson en consommant les sucres, réduisant les nitrates en nitrites et en donnant des arômes. En surface, ce sont plutôt des levures et des moisissures qui contribuent à la protection du produit.

### Altération des aliments
Dans les viandes, les lactobacilles provoquent un verdissement par action de H2O2 qui transforme l'hémoglobine en choléglobine. L'altération de la bière peut être provoquée par Lactobacillus brevis, Lb. casei et plantarum. La même action défavorable se retrouve dans les produits issus de la fermentation de céréales (whisky) ou de fruits (cidre). De même, les jus sucrés sont altérés par Lb. casei et plantarum.

### Intérêt probiotique
Un exemple type de probiotique est le kéfir. Beaucoup d'études sont menées sur les souches de lactobacilles susceptibles d'avoir un effet bénéfique sur la santé, en améliorant les propriétés du microbiote intestinal humain ou animal. Les lactobacilles considérés comme des probiotiques sont d'après Hopzapfel et als (1998) : L. acidophilus, L. amylovorus, L. casei, L. crispatus, L. delbruckii subsp. bulgaricus, L. gallinarum, L. gasseri, L. johnsonii, L. paracasei, L. plantarum, L. reuteri, L. rhamnosus.
Des études récentes montrent, sur modèle animal, le microbiote des individus souffrant de troubles dépressifs majeurs produit peu de précurseurs de la sérotonine, compromettant ainsi l'efficacité d’antidépresseurs comme la fluoxetine,. Selon une autre étude, le stress chronique, l'alimentation et le microbiote intestinal génèrent une « boucle d'anticipation pathologique » qui contribue au comportement dépressif via le système endocannabinoïde (eCB) central. Les effets indésirables du microbiote ont pu être atténués en agissant sur l'eCB central ou par complémentation avec Lactobacillus plantarum.

## Taxonomie
Le nom correct complet (avec auteur) de ce taxon est Lactobacillus Beijerinck 1901.
L'espèce type est : Lactobacillus delbrueckii (Leichmann 1896) Beijerinck 1901.

### Étymologie
L'étymologie de ce genre est la suivante : Lac.to.ba.cil.lus. L. neut. n. lac (gen. lactis), lait; L. masc. n. bacillus, un petit bâtonnet; N.L. masc. n. Lactobacillus, un bâtonnet de lait.

### Liste des espèces valides
La taxonomie des Lactobacillus a connu de nombreux changements avec un éclatement du genre et la création de nouveaux genres tout en conservant une partie Lactobacillus stricto sensus. 
Selon LPSN (24 octobre 2023) :
- Lactobacillus acetotolerans Entani et al. 1986
- Lactobacillus acidophilus (Moro 1900) Hansen & Mocquot 1970
- Lactobacillus agrestimuris Afrizal et al. 2023
- Lactobacillus amylolyticus Bohak et al. 1999
- Lactobacillus amylovorus Nakamura 1981
- Lactobacillus apis Killer et al. 2014
- Lactobacillus bombicola Praet et al. 2015
- Lactobacillus colini Zhang et al. 2017
- Lactobacillus corticis Tohno et al. 2021
- Lactobacillus crispatus (Brygoo & Aladame 1953) Moore & Holdeman 1970
- Lactobacillus delbrueckii (Leichmann 1896) Beijerinck 1901
- Lactobacillus equicursoris Morita et al. 2010
- Lactobacillus fornicalis Dicks et al. 2000
- Lactobacillus gallinarum Fujisawa et al. 1992
- Lactobacillus gasseri Lauer & Kandler 1980
- Lactobacillus gigeriorum Cousin et al. 2012
- Lactobacillus hamsteri Mitsuoka & Fujisawa 1988
- Lactobacillus helsingborgensis Olofsson et al. 2014
- Lactobacillus helveticus (Orla-Jensen 1919) Bergey et al. 1925
- Lactobacillus hominis Cousin et al. 2013
- Lactobacillus huangpiensis Li & Gu 2022
- Lactobacillus iners Falsen et al. 1999
- Lactobacillus intestinalis (ex Hemme 1974) Fujisawa et al. 1990
- Lactobacillus jensenii Gasser et al. 1970
- Lactobacillus johnsonii Fujisawa et al. 1992
- Lactobacillus kalixensis Roos et al. 2005
- Lactobacillus kefiranofaciens Fujisawa et al. 1988
- Lactobacillus kimbladii Olofsson et al. 2014
- Lactobacillus kitasatonis Mukai et al. 2003
- Lactobacillus kullabergensis Olofsson et al. 2014
- Lactobacillus laiwuensis Li & Gu 2022
- Lactobacillus leichmannii (Henneberg 1903) Bergey et al. 1923
- Lactobacillus melliventris Olofsson et al. 2014
- Lactobacillus mulieris Rocha et al. 2020
- Lactobacillus nasalidis Suzuki-Hashido et al. 2021
- Lactobacillus panisapium Wang et al. 2018
- Lactobacillus paragasseri Tanizawa et al. 2018
- Lactobacillus pasteurii Cousin et al. 2013
- Lactobacillus porci Kim et al. 2018
- Lactobacillus psittaci Lawson et al. 2001
- Lactobacillus rodentium Killer et al. 2014
- Lactobacillus rogosae Holdeman & Moore 1974
- Lactobacillus taiwanensis Wang et al. 2009
- Lactobacillus ultunensis Roos et al. 2005
- Lactobacillus xujianguonis Meng et al. 2020

### Liste des espèces fin 2013
Pour rappel, fin 2013, la liste selon LPSN (EUZÉBY) comportait les 192 espèces et sous-espèces de lactobacilles suivantes dont plusieurs de création récente à ce moment-là.
- L. acetotolerans (1986)
- L. acidifarinæ (2005)
- L. acidipiscis (2000)
- L. acidophilus (1970, 1980)
- L. agilis (1982)
- L. algidus (2000)
- L. alimentarius (1983)
- L. amylolyticus (1999)
- L. amylophilus (1981)
- L. amylotrophicus (2006)
- L. amylovorus (1981)
- L. animalis (1983)
- L. antri (2005)
- L. apodemi (2006)
- L. aquaticus (2009)
- L. arizonensis (2000) 
→ L. plantarum
- L. aviarius (1985)
- L. bavaricus (1980) 
→ L. sakei
- L. bifermentans (1983)
- L. bobalius (2008)
→ L. paralimentarius
- L. brantæ (2012)
- L. brevis (1934)
- L. buchneri (1923)
- L. cacaonum (2009)
- L. camelliæ (2007)
- L. capillatus (2008)
- L. casei (1971)
- L. catenaformis (1970) 
→ Eggerthia catenaformis
- L. ceti (2008)
- L. coleohominis (2001)
- L. collinoides (1972)
- L. composti (2007)
- L. concavus (2005)
- L. coryniformis (1965)
- L. crispatus (1970)
- L. crustorum (2007)
- L. curieæ (2013)
- L. curvatus (1965)
- Lactobacillus delbrueckii (1901)
- Sous-espèce L. delbrueckii subsp. delbrueckii
- Sous-espèce L. delbrueckii subsp. indicus
- Sous-espèce L. delbrueckii subsp. bulgaricus
- Sous-espèce L. delbrueckii subsp. lactis
- Sous-espèce L. delbrueckii subsp. sunkii (2012)
- Sous-espèce L. dextrinicus (2009)
- L. diolivorans (2002)
- L. equi (2002)
- L. equicursoris (2010)
- L. equigenerosi (2008)
- L. fabifermentans (2009)
- L. farraginis (2007)
- L. farciminis (1983)
- L. fermentum (1901)
- L. floricola (2011)
- L. florum (2010)
- L. fornicalis (2000)
- L. fructivorans (1934)
- L. frumenti (2000)
- L. fuchuensis (2002)
- L. fusaii (2012)
- L. gallinarum (1992)
- L. gasseri (1980)
- L. gastricus (2005)
- L. ghanensis (2007)
- L. gigeriorum (2012)
- L. graminis (1989)
- L. hammesii (2005)
- L. hamsteri (1988)
- L. harbinensis (2006)
- L. hayakitensis (2007)
- L. helveticus (1925)
- L. hilgardii (1936)
- L. hokkaidonensis (2013)
- L. hominis (2013)
- L. homohiochii (1957)
- L. hordei (2008)
- L. iners (1999)
- L. ingluviei (2003)
- L. intestinalis (1990)
- L. jensenii (1970)
- L. johnsonii (1992)
- L. kalixensis (2005)
- L. kefiranofaciens (1988)
- L. kefirgranum (1994)
→ L. kefiranofaciens subsp. kefirgranum
- L. kefiri (1983)
- L. kimchicus (2011)
- Lactobacillus kimchiensis (2013)
- L. kimchii (2000)
- L. kisonensis (2009)
- L. kitasatonis (2003)
- L. koreensis (2011)
- L. kunkeei (1998)
- L. leichmannii (1923)
- L. lindneri (1997)
- L. malefermentans (1989)
- L. mali (1970)
- L. manihotivorans (1998)
- L. mindensis (2003)
- L. mucosæ (2000)
- L. murinus (1982)
- L. nagelii (2000)
- L. namurensis (2007)
- L. nantensis (2006)
- L. nasuensis (2012)
- L. odoratitofui (2010)
- L. œni (2009)
- L. oligofermentans (2005)
- L. oris (1988)
- L. oryzæ (2013)
- L. otakiensis (2009)
- L. ozensis (2011)
- L. panis (1996)
- L. pantheris (2002)
- L. parabrevis (2006)
- L. parabuchneri (1989)
- L. paracasei (1989)
- L. paracollinoides (2004)
- L. parafarraginis (2007)
- L. parakefiri (1994)
- L. paralimentarius (1999)
- L. paraplantarum (1996)
- L. pasteurii (2013)
- L. paucivorans (2010)
- L. pentosus (1987)
- L. perolens (2000)
- L. plantarum (1923)
- L. pobuzihii (2010)
- L. pontis (1994)
- L. porcinæ (2013)
- L. psittaci (2001)
- L. rapi (2009)
- L. rennini (2006)
- L. reuteri (1982)
- L. rhamnosus (1989)
- L. rimæ (1991)
- L. rogosæ (1974)
- L. rossiæ (2005)
- L. ruminis (1973)
- L. særimneri (2004)
- L. sakei (1934)
- L. salivarius (1953)
- L. sanfranciscensis (1984)
- L. saniviri (2012)
- L. satsumensis (2005)
- L. secaliphilus (2007)
- L. selangorensis (2011)
- L. senioris (2012)
- L. sharpeæ (1982)
- L. siliginis (2006)
- L. similis (2010)
- L. sobrius (2006)
- L. spicheri (2004)
- L. sucicola (2009)
- L. suebicus (1989)
- L. sunkii (2009)
- L. suntoryeus (2005)
- L. taiwanensis (2009)
- L. thailandensis (2007)
- L. tucceti (2009)
- L. uli (1991)
- L. ultunensis (2005)
- L. uvarum (2009)
- L. vaccinostercus (1983)
- L. vaginalis (1989)
- L. versmoldensis (2003)
- L. vini (2006)
- L. vitulinus (1973)
- L. xiangfangensis (2012)
- L. yonginensis (2013)
- L. zeæ (1996)
- L. zymæ (2005)
- L. zymæ